# Антиимпериалистическая лига Америк
Антиимпериалистическая лига Америк (исп. Liga Antiimperialista de las Americas, LADLA, также известная как Всеамериканская антиимпериалистическая лига) — международная массовая организация Коммунистического Интернационала, объединявшая партии, профсоюзы и другие группы, а также отдельных общественных деятелей левого толка Северной и Южной Америки.
Создана в 1925 году в Мехико (Мексика) для организации против империализма и колониального угнетения, в том числе американской и европейской экономической и военной экспансии и интервенций в Центральную и Южную Америку с Карибским бассейном.
Ликвидирована в 1933 году и заменена новой поддерживаемой компартиями группой — Американской лигой против войны и фашизма.

## История

### Контекст создания
В начале 1920-х годов многие коммунистические партии, связанные с Третьим Интернационалом (Коминтерном), включали «антиимпериалистические отделения», призванные создавать широкие коалиции против экономического и военного вмешательства сильных капиталистических держав в дела меньших колониальных стран. В Западном полушарии это приняло форму организации против расширения американского коммерческого влияния в развивающихся странах Центральной и Южной Америки, а также Карибского бассейна (особенно Мексике, Доминиканской Республике, Кубе и Никарагуа).
В самих Соединенных Штатах антиимпериалистический отдел Рабочей (Коммунистической) партии Америки представлял Чарльз Шипман (1895—1989) — сопротивлявшийся призыву в армию американский эмигрант в Мексику, под именем «Хесус Рамирес» бывший делегатом на II Всемирном конгрессе Коминтерна. Помимо латиноамериканских проблем, отдел Шипмана также вёл пропагандирову против империализма США в других частях земного шара, в частности, на Филиппинах и в Китае.

### Учреждение
В апреле 1925 года Шипман был отправлен в Мексику в качестве представителя Рабочей партии на 3-м съезде Мексиканской коммунистической партии. Именно в это время и была учреждена Всеамериканская антиимпериалистическая лига — новая международная организация, которая в конечном итоге будет включать национальные секции по всей Латинской Америке. Предварительно был сформирован Оргкомитет по созыву континентального антиимпериалистического конгресса. К Оргкомитету, на основе которого сформировалась Антиимпериалистическая лига Америк, присоединились ряд латиноамериканских студенческих кружков, мексиканских и кубинских коммунистов, представителей мексиканской, аргентинской и пуэрто-риканской прогрессивной интеллигенции.

### Развитие

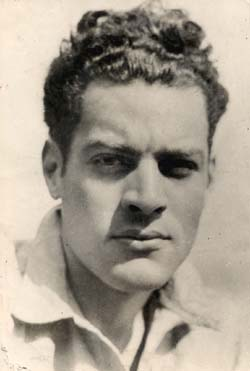
Секретарь Оргкомитета Всеамериканской антиимпериалистической лиги Х. А. Мелья

Секретарём Оргкомитета в Мехико был кубинский революционер-коммунист Хулио Антонио Мелья. К 1927 году произошло объединение этой базированной в Мексике организации с лигой в Чикаго (США).
В Чикаго, где организация первоначально именовалась Панамериканской антиимпериалистической лигой, её ядро составили испаноязычные секции компартии США, объединявший мексиканских рабочих Клуб имени Бенито Хуареса и Испано-американское общество, включавшее главным образом представителей интеллигенции. Чарльз Шипман, назначенный секретарём секции Всеамериканской антиимпериалистической лиги в Соединенных Штатах (под именем Мануэль Гомес), получил задание формально организовать североамериканские ячейки новой группы. Однако усилия по привлечению профсоюзов были в значительной степени тщетными, поскольку разосланным представителям Лиги обычно отказывали в допуске. Впрочем, дело успешнее продвигалось в рабочей прессе благодаря контролируемой коммунистами службе новостей Федеративной прессы (Federated Press).
Организационным усилиям способствовало значительное пожертвование от богатого чикагского либерала Уильяма Х. Холли, плюс ряд видных общественных деятелей (в том числе исполнительный директор NAACP Уильям Пикенс, активист за гражданские свободы Роджер Болдуин, литературный критик Льюис Ганнетт, интеллектуалы Роберт Морсс Ловетт и Артур Гарфилд Хейс) позволили использовать свои имена на бланках группы для сбора средств. К этим дружественным некоммунистическим деятелям присоединились и открытые коммунисты, в том числе писатель Скотт Ниаринг и профсоюзный деятель Уильям Фостер.
Штаб-квартира организации располагалась в однокомнатном помещении, расположенном в Нью-Йорке по адресу Юнион-сквер, 32, где размещался прокоммунистический литературный журнал The New Masses. Членство в Американской секции лиги обеспечивалось уплатой ежегодных взносов в размере 1 доллара.

### Заявление Келлога
13 января 1927 года государственный секретарь Фрэнк Б. Келлог в первых полосах газет по всей Америке, представляя пространное выступление в Комитете по иностранным делам Сената Соединенных Штатов, изображал Всеамериканскую антиимпериалистическую лигу как оплот советской деятельности в Западном полушарии.
Келлог заявил собравшимся сенаторам: «У большевистских лидеров есть очень определенные идеи относительно роли, которую Мексика и Латинская Америка должны сыграть в их общей программе мировой революции. Таким образом, Латинская Америка и Мексика задумываются как плацдарм для действий против Соединенных Штатов». Он многозначительно отметил мексиканский фокус деятельности Всеамериканской антиимпериалистической лиги и издательского центра международной организации.

### Брюссельский конгресс 1927 года
В феврале 1927 года секретарь американской секции Шипман-Гомес, секретарь оргкомитета X. А. Мелья и другие представители Антиимпериалистической лиги Америк (Мануэль Угарте и Викторио Кодовилья из Аргентины, Густаво Мачадо из Венесуэлы, Рубен Мартинес Вильена с Кубы, Xосе Васконселос из Мексики, Виктор Рауль Айя де ла Торре из Перу) в качестве делегатов приняли участие в организованном коминтерновцами 1-м Международном конгрессе против империализма и колониального гнёта в Брюсселе.
Когда на этом съезде Коминтерн создал ещё одну организацию — (Международную) Антиимпериалистическую лигу, — Антиимпериалистическая лига Америк была к ней присоединена и представлена в её Генеральном совете и Исполнительном комитете. Эта федерация включала в себя другие региональные организации наподобие Всеамериканской антиимпериалистической лиги, ведущие параллельную деятельность в других частях света.

### Охват
Секции Антиимпериалистической лиги Америк по состоянию на 1927 год действовали в Венесуэле, на Кубе, в Мексике, Никарагуа, Панаме, Перу, Пуэрто-Рико, США; к лиге также примыкали антиимпериалистические политические организации Гаити, Пуэрто-Рико, Венесуэлы, Колумбии, Кубы, Мексики, Перу, прокоммунистическая Национальная крестьянская лига Мексики, студенческие организации Кубы, Мексики, Перу, организации латиноамериканских студентов в Европе, видные деятели интеллигенции Аргентины, Мексики, Перу, Пуэрто-Рико и США. До 1929 года секции лиги возникли также в Аргентине, Бразилии, Гватемале и Сальвадоре. С 1929 года в Генеральном совете Международной антиимпериалистической лиги от Всеамериканской лиги были делегированы такие известные революционеры и левые интеллектуалы, как Хосе Карлос Мариатеги, Диего Ривера, Аугусто Сесар Сандино.

### Прекращение деятельности
В начале 1930-х годов деятельность организации свёртывалась под влиянием как антикоммунистических гонений в Мексике, Аргентине и других странах региона, так и её внутренних ошибок: лишившись ряда видных деятелей (Мариатеги умер, Мелья был убит, Ривера изгнан из прикоминтерновских организаций за поддержку троцкизма), она следовала сектантской линии сталинского руководства Коминтерна, направленной против троцкистов, социал-демократов и других ближайших потенциальных союзников.
В 1933 году Всеамериканская антиимпериалистическая лига была официально ликвидирована, и вместо нее была создана новая организация — Американская лига против войны и фашизма. Последняя сосредоточилась на развивающейся политической ситуации в Европе, пытаясь создавать народные фронты в противовес фашистской угрозе и противостоять агрессивным устремлениям Германии и Италии.